# الألوية العسكرية اليمنية
قائمة الألوية العسكرية اليمنية

## الاحتياط الاستراتيجي

### مجموعة الصواريخ
| م | اللواء                         | مكان التمركز | المحافظة      |
| - | ------------------------------ | ------------ | ------------- |
| 1 | قيادة مجموعة الصواريخ          | عطان         | العاصمة صنعاء |
| 2 | اللواء 5 صواريخ                | عطان         | العاصمة صنعاء |
| 3 | اللواء 6 صواريخ                | عطان         | العاصمة صنعاء |
| 4 | اللواء 8 مدفعية صواريخ (اليمن) | معسكر صبرة   | محافظة صنعاء  |

### الحماية الرئاسية
| م | اللواء                                | مكان التمركز   | المحافظة      |
| - | ------------------------------------- | -------------- | ------------- |
| 1 | اللواء 1 حماية رئاسية (حرس خاص سابقاً) | معسكر النهدين  | العاصمة صنعاء |
| 2 | اللواء 2 حماية رئاسية                 | معسكر الزبيري  | العاصمة صنعاء |
| 3 | اللواء 3 مدرع                         | معسكر صبرة     | العاصمة صنعاء |
| 4 | اللواء 314 مدرع                       | القيادة العامة | العاصمة صنعاء |

### العمليات الخاصة
| م | اللواء                 | مكان التمركز        | المحافظة       |
| - | ---------------------- | ------------------- | -------------- |
| 1 | قيادة العمليات الخاصة  | الصباحة - غرب صنعاء | العاصمة صنعاء  |
| 2 | لواء القوات الخاصة     | الصباحة - غرب صنعاء | العاصمة صنعاء  |
| 3 | وحدات مكافحة الإرهاب   | الصباحة - غرب صنعاء | العاصمة صنعاء  |
| 4 | اللواء الأول مشاة جبلي | ذمار                | محافظة ذمار    |
| 5 | اللواء 10 صاعقة        | باجل                | محافظة الحديدة |

## احتياط الدفاع
| م | اللواء               | مكان التمركز  | المحافظة      |
| - | -------------------- | ------------- | ------------- |
| 1 | قيادة قوات الاحتياط  | معسكر 48 حزيز | العاصمة صنعاء |
| 2 | اللواء السابع مشاة   | العرقوب       |               |
| 3 | اللواء 4 مدرع        | المرحة        |               |
| 4 | اللواء 83 مدفعية     | جبل الصمع     | محافظة صنعاء  |
| 5 | اللواء 62 مشاة       | الفريجة       | محافظة صنعاء  |
| 6 | اللواء 63 مشاة       | بيت دهرة      | محافظة صنعاء  |
| 7 | اللواء 102 مشاة جبلي | بني حشيش      | محافظة صنعاء  |

## المنطقة الأولى
| م | القوة                     | مكان التمركز | النوع     | المحافظة      |
| - | ------------------------- | ------------ | --------- | ------------- |
| 1 | قيادة المنطقة الأولى      | سيئون        | قوات برية | محافظة حضرموت |
|   | اللواء 135 مشاة           | سيئون        | قوات برية | محافظة حضرموت |
|   | المحور العملياتي ثمود     | سيئون        | قوات برية | محافظة حضرموت |
| 3 | المحور العملياتي "الخشعة" | الخشعة       | قوات برية | محافظة حضرموت |
| 4 | اللواء 37 مدرع            | الخشعة       | قوات برية | محافظة حضرموت |
| 5 | اللواء 23 مشاة ميكا       | العبر        | قوات برية | محافظة حضرموت |
| 6 | اللواء 315 مدرع           | ثمود         | قوات برية | محافظة حضرموت |
| 7 | اللواء 11 حرس حدود        | رماه         | حرس حدود  | محافظة حضرموت |

## المنطقة الثانية
| م | اللواء                  | النوع      | مكان التمركز | المحافظة      |
| - | ----------------------- | ---------- | ------------ | ------------- |
| 1 | قيادة المنطقة           | قوات برية  | المكلا       | محافظة حضرموت |
| 2 | المحور العملياتي الغيظة | قوات برية  | الغيظة       | محافظة المهرة |
| 3 | اللواء 123 مشاة         | قوات برية  | حات          | محافظة المهرة |
| 4 | اللواء 137 مشاة ميكا    | قوات برية  | الغيظة       | محافظة المهرة |
| 5 | اللواء 27 مشاة ميكا     | قوات برية  | المكلا       | محافظة حضرموت |
| 7 | قاعدة المكلا البحرية    | قوات بحرية | المكلا       | محافظة حضرموت |
| 6 | اللواء الأول مشاة بحري  | قوات بحرية | سقطرى        | محافظة حضرموت |
| 8 | اللواء 190 دفاع جوي     | قوات جوية  | المكلا       | محافظة حضرموت |
| 9 | قاعدة الريان الجوية     | قوات جوية  | المكلا       | محافظة حضرموت |

## المنطقة الثالثة
| م  | اللواء                  | مكان التمركز    | المحافظة    |
| -- | ----------------------- | --------------- | ----------- |
| 1  | قيادة المنطقة           | مأرب            | محافظة مأرب |
| 2  | المحور العملياتي عتق    | عتق             | محافظة شبوة |
| 3  | اللواء 13 مشاة          | مأرب            | محافظة مأرب |
| 4  | اللواء 107 مشاة         | صافر            | محافظة مأرب |
| 5  | اللواء 19 مشاة          | بيحان           | محافظة شبوة |
| 6  | اللواء 21 مشاة ميكا     | عتق             | محافظة شبوة |
| 7  | اللواء 312 مدرع         | صرواح           | محافظة مأرب |
| 8  | اللواء 14 مدرع          | صحن الجن        | محافظة مأرب |
| 9  | اللواء الثاني مشاة جبلي | عزان            | محافظة شبوة |
| 10 | اللواء الثالث مشاة جبلي | مأرب            | محافظة مأرب |
| 11 | اللواء 2 مشاة بحري      | بير علي         | محافظة شبوة |
| 12 | اللواء 180 دفاع جوي     | مأرب - صحن الجن | محافظة مأرب |
| 13 | قاعدة عتق الجوية        | عتق             | محافظة شبوة |

## المنطقة الرابعة
| م  | اللواء                 | مكان التمركز         | المحافظة      |
| -- | ---------------------- | -------------------- | ------------- |
| 1  | قيادة المنطقة          | التواهي              | محافظة عدن    |
| 2  | المحور العملياتي تعز   | تعز                  | محافظة تعز    |
| 3  | المحور العملياتي العند | العند                | محافظة لحج    |
| 4  | المحور العملياتي أبين  | أبين                 | محافظة أبين   |
| 5  | اللواء 17 مشاة         | باب المندب           | محافظة تعز    |
| 6  | اللواء 119 مشاة        | جعار                 | محافظة أبين   |
| 7  | اللواء 111 مشاة        | أحور                 | محافظة أبين   |
| 8  | اللواء 45 مشاة         | زنجبار               | محافظة أبين   |
| 9  | اللواء 115 مشاة        | شقرة                 | محافظة أبين   |
| 10 | اللواء 135 مشاة        | الراحة               | محافظة لحج    |
| 11 | اللواء 210 مشاة ميكا   | العند                | محافظة لحج    |
| 12 | اللواء 31 مدرع         | بير أحمد             | محافظة عدن    |
| 13 | اللواء 35 مدرع         | مفرق تعز             | محافظة تعز    |
| 14 | اللواء 39 مدرع         | خور مكسر (معسكر بدر) | محافظة عدن    |
| 15 | اللواء 33 مدرع         | الضالع               | محافظة الضالع |
| 16 | اللواء 22 مدرع         | تعز                  | محافظة تعز    |
| 17 | قاعدة التواهي البحرية  | التواهي              | محافظة عدن    |
| 18 | اللواء 90 طيران        | العند                | محافظة لحج    |
| 19 | اللواء 39 طيران        | العند                | محافظة لحج    |
| 20 | اللواء 120 دفاع جوي    | عدن                  | محافظة عدن    |
| 21 | اللواء 170 دفاع جوي    | تعز                  | محافظة تعز    |
| 22 | قاعدة تعز الجوية       | تعز                  | محافظة تعز    |
| 23 | قاعدة العند الجوية     | العند                | محافظة لحج    |
| 24 | اللواء 201 مشاة ميكا   | العند                | محافظة لحج    |

## المنطقة الخامسة
| م  | اللواء                    | النوع      | المحافظة | مكان التمركز   |
| -- | ------------------------- | ---------- | -------- | -------------- |
| 1  | قيادة المنطقة             | قوات برية  | الحديدة  | محافظة الحديدة |
| 2  | اللواء 121 مشاة           | قوات برية  | الخوخة   | محافظة الحديدة |
| 3  | قاعدة الحديدة البحرية     | قوات بحرية | الحديدة  | محافظة الحديدة |
| 4  | قاعدة الحديدة الجوية      | قوات جوية  | الحديدة  | محافظة الحديدة |
| 5  | اللواء 67 طيران           | قوات جوية  | الحديدة  | محافظة الحديدة |
| 6  | اللواء 130 دفاع جوي       | قوات جوية  | الحديدة  | محافظة الحديدة |
| 7  | المحور العملياتي الملاحيظ | قوات برية  | الملاحيظ | محافظة حجة     |
| 8  | اللواء 82 مشاة            | قوات برية  | الصليف   | محافظة حجة     |
| 9  | اللواء 105 مشاة           | قوات برية  | الملاحيظ | محافظة حجة     |
| 10 | اللواء 25 مشاة ميكا       | قوات برية  | عبس      | محافظة حجة     |
| 11 | اللواء 2 حرس حدود         | حرس حدود   | الملاحيظ | محافظة حجة     |

## المنطقة السادسة
| م  | اللواء                 | مكان التمركز | المحافظة     | النوع     |
| -- | ---------------------- | ------------ | ------------ | --------- |
| 1  | قيادة المنطقة          | عمران        | محافظة عمران | قوات برية |
| 2  | المحور العملياتي صعدة  | صعدة         | محافظة صعدة  | قوات برية |
| 3  | المحور العملياتي الجوف | حزم الجوف    | محافظة الجوف | قوات برية |
| 4  | اللواء 115 مدرع        | الجوف        | محافظة الجوف | قوات برية |
| 5  | اللواء 131 مشاة        | كتاف         | محافظة صعدة  | قوات برية |
| 6  | اللواء 101 مشاة        | البقع        | محافظة صعدة  | قوات برية |
| 7  | اللواء 102 مشاة        | صعدة         | محافظة صعدة  | قوات برية |
| 8  | اللواء 133 مشاة        | صعدة         | محافظة صعدة  | قوات برية |
| 9  | اللواء 122 مشاة        | صعدة         | محافظة صعدة  | قوات برية |
| 10 | اللواء 125 مشاة        | صعدة         | محافظة صعدة  | قوات برية |
| 11 | لواء مدفعية            | صعدة         | محافظة صعدة  | قوات برية |
| 12 | اللواء 9 مدرع          |              | صعدة/عمران   | قوات برية |
| 13 | اللواء 127 مشاة        | قفلة عذر     | محافظة عمران | قوات برية |
| 14 | اللواء 72 مشاة         | حرف سفيان    | محافظة عمران | قوات برية |
| 15 | اللواء 29 مشاة ميكا    | حرف سفيان    | محافظة عمران | قوات برية |
| 16 | اللواء 310 مدرع        | عمران        | محافظة عمران | قوات برية |
| 17 | اللواء 117 حرس حدود    | الفراء       | محافظة صعدة  | حرس حدود  |

## المنطقة السابعة
| م | اللواء                             | مكان التمركز  | المحافظة       | النوع         |
| - | ---------------------------------- | ------------- | -------------- | ------------- |
| 1 | قيادة المنطقة                      | ذمار          | محافظة ذمار    | القوات البرية |
| 2 | اللواء 9 مشاة ميكا                 | ذمار          | محافظة ذمار    | القوات البرية |
| 3 | اللواء 26 مشاة ميكا                | البيضاء       | محافظة البيضاء | القوات البرية |
| 4 | محور البيضاء العملياتي             | البيضاء       | محافظة البيضاء | القوات البرية |
| 5 | اللواء 30 مدرع                     | إب            | محافظة إب      | القوات البرية |
| 6 | اللواء 55 مدفعية                   | يريم          | محافظة إب      | القوات البرية |
| 7 | اللواء 61 مدفعية                   | معسكر 48      | صنعاء          | القوات البرية |
| 8 | الكتائب المتمركزة في معسكر السبعين | معسكر السبعين | صنعاء          | القوات البرية |
| 9 | لواء دفاع جوي                      | معسكر السبعين | صنعاء          | القوات الجوية |